# 小队长法仔
《小队长法仔》（Captain Flamingo），是加拿大的電視動畫。是由加拿大的動畫製作公司Heroic Film Company所製作，並在加拿大的YTV播放。第1季是從2006年2月17日到2006年5月26日，全部共13集。第2季是從2006年6月4日到2007年1月8日，全部共13集。第3季是從2007年2月18日到2008年1月13日，全部共13集。而第4季從2008年6月15日~2010年12月19日也是全13話播放完畢。中国由CCTV-1播放。台灣由中華電視公司播放。香港由亞洲電視國際台播出英文版本，然后由亞洲電視本港台以廣東話播放。

## 登場人物
米洛·鲍威尔 ／ 小队长法仔 (Milo Powell／Captain Flamingo)
配音／英：塔碧莎·卓曼
主角，7歲（第二季為8歲。第三季為9歲。）的小男孩。日本人和加拿大人的一半。出生日期：1999年10月26日。
李据先 (Lizbeth Amanda Zaragoza)
配音／英：Melanie Tonello
主角，5歲（第二季為6歲。第三季為7歲。）的小女孩。汉族和菲律賓人的一半。出生日期：2001年10月30日。
托尔·鲍威尔 (Thor Powell)
配音／英：Nissae Isen　
19个月歲（第二季為1歲。第三季為2歲。）的小男孩。日本人和加拿大人的一半。出生日期：2005年1月12日。米洛的弟弟。
马尔热里·鲍威尔 (Margerie Powell)
配音／英：Kathy Greenwood　
米洛的妈妈。日本人。
大卫·鲍威尔 (David Powell)
配音／英：Richard Waugh (actor)　
米洛的爸爸，經營著一間新奇物品的店。加拿大人。
欧文 (Owen-Only)
配音／英：Linda Sorenson　
9歲（第二季為10歲。第三季為11歲。）的小男孩。古巴人。出生日期：1997年7月17日。
罗杰 (Rutger)
配音／英：Demetrius Joyette
11歲（第二季為12歲。第三季為13歲。）的小男孩。巴西人。出生日期：1996年3月18日。
马克斯·罗德里克 (Max Roderick)
配音／英：Isabel de Carteret
4歲（第二季為5歲。第三季為6歲。）的小男孩。英国人。出生日期：2002年11月10日。
阿维 (Avi)
配音／英：马修·弗格森
7歲（第二季為8歲。第三季為9歲。）的小男孩。美国人。出生日期：1999年9月30日。
温德尔·豪威尔 (Wendell Howell)
配音／英：Cole Caplan
7歲（第二季為8歲。第三季為9歲。）的小男孩。日本人。出生日期：1999年4月22日。
塔比瑟 (Tabitha)
配音／英： Rebecca Brenner
8歲（第二季為9歲。第三季為10歲。）的小女孩。卢森堡人和法国人的一半。出生日期：1998年12月12日。
桑杰 (Sanjay)
配音／英：Stacey DePass
10歲（第二季為11歲。第三季為12歲。）的小男孩。印度人。出生日期：1996年5月12日。
奥托 (Otto)
配音／英：Catherine Disher
11歲（第二季為12歲。第三季為13歲。）的小男孩。匈牙利人。出生日期：1995年2月9日。
克里斯汀·麦克布拉登 (Kristen McBradden)
配音／英：Sugar Lyn Beard
3歲（第二季為4歲。第三季為5歲。）的小女孩。爱尔兰人。出生日期：2003年11月19日。
露丝安 (Ruth-Ann)
配音／英：Annick Obonsawin
6歲（第二季為7歲。第三季為8歲。）的小女孩。意大利人和马耳他人和柯尔克孜族和塔吉克族的一半。出生日期：2000年12月24日。
马修 (Mth)
配音／英：Julie Leminux
12歲（第二季為13歲。第三季為14歲。）的小男孩。出生日期：1994年8月14日。
小摇杆 (Trasher)
配音／英：Noam Zylberman
10歲（第三季為11歲。）的小男孩。出生日期：1997年9月19日。
卢据先 (Winona Zaragoza)
配音／英：Bryn McAuley
16歲（第三季為17歲。）的小女孩。汉族和菲律賓人的一半。出生日期：1991年11月9日。李据先的姐姐。

## 資料來源與外部連結
- 互联网电影数据库（IMDb）上《Captain Flamingo》的资料（英文）